# NS VIRM
A DD IRM, mely a dubbeldeksinterregiomaterieel holland rövidítése, egy emeletes holland elektromos motorvonat család. Négy típusa van: az IRM-III, az IRM-IV, a VIRM-IV és a VIRM-VI.

## Használat
A motorvonatok 2014-es fordáját az alábbi táblázat tartalmazza:
| Sorozat | Vonatnem  | Útvonal |
| ------- | --------- | --- |
| 500     | Intercity | Rotterdam Centraal – Utrecht Centraal – Amersfoort – Zwolle – Groningen                                                                                   |
| 700     | Intercity | Den Haag Centraal – Schiphol – Lelystad Centrum – Zwolle – Groningen                                                                                      |
| 800     | Intercity | Maastricht – Sittard – Roermond – Eindhoven – 's-Hertogenbosch – Utrecht Centraal – Amsterdam Centraal – Alkmaar – (Schagen)                              |
| 1400    | Intercity | Utrecht Centraal – Amsterdam Centraal – Schiphol – Den Haag HS – Rotterdam Centraal                                                                       |
| 1500    | Intercity | Enkhuizen – Hoorn – Amsterdam Centraal – Hilversum – Amersfoort – (Deventer)                                                                              |
| 1900    | Intercity | Den Haag Centraal – Rotterdam Centraal – Breda – Eindhoven – Helmond – Deurne – Venlo                                                                     |
| 2000    | Intercity | Den Haag Centraal – Gouda – Utrecht Centraal |
| 2100    | Intercity | Amsterdam Centraal – Haarlem – Leiden Centraal – Den Haag Centraal                                                                                        |
| 2200    | Intercity | Amsterdam Centraal – Haarlem – Leiden Centraal – Den Haag HS – Rotterdam Centraal – Dordrecht                                                             |
| 2600    | Intercity | Lelystad Centrum – Amsterdam Centraal – Schiphol – Leiden Centraal – Den Haag HS – Rotterdam Centraal – Dordrecht – Roosendaal – Vlissingen               |
| 3000    | Intercity | Nijmegen – Arnhem – Ede-Wageningen – Utrecht Centraal – Amsterdam Centraal – Alkmaar – Den Helder                                                         |
| 3100    | Intercity | Schiphol – Utrecht Centraal – Ede-Wageningen – Arnhem – Nijmegen                                                                                          |
| 3500    | Intercity | Schiphol – Utrecht Centraal – 's-Hertogenbosch – Eindhoven – Heerlen                                                                                      |
| 3600    | Intercity | Roosendaal – Tilburg – 's-Hertogenbosch – Nijmegen – Arnhem – Zutphen – Deventer – Zwolle                                                                 |
| 8800    | Intercity | Leiden Centraal – Alphen aan den Rijn – Woerden – Utrecht Centraal                                                                                        |
| 9100    | Sprinter  | Zwolle – Meppel – Groningen |
| 12600   | Intercity | Vlissingen – Roosendaal – Dordrecht – Rotterdam Centraal – Den Haag HS – Schiphol – Amsterdam Centraal – Lelystad Centrum – Zwolle – Leeuwarden/Groningen |
| 12700   | Intercity | Den Haag Centraal – Schiphol – Lelystad Centrum – Zwolle – Leeuwarden                                                                                     |
| 14500   | Intercity | Amsterdam Centraal – Hoorn – Enkhuizen |
| 20800   | Intercity | Heerlen – Sittard |
| 21400   | Intercity | Eindhoven – Utrecht Centraal; Rotterdam Centraal – Eindhoven                                                                                              |

## Belső berendezés

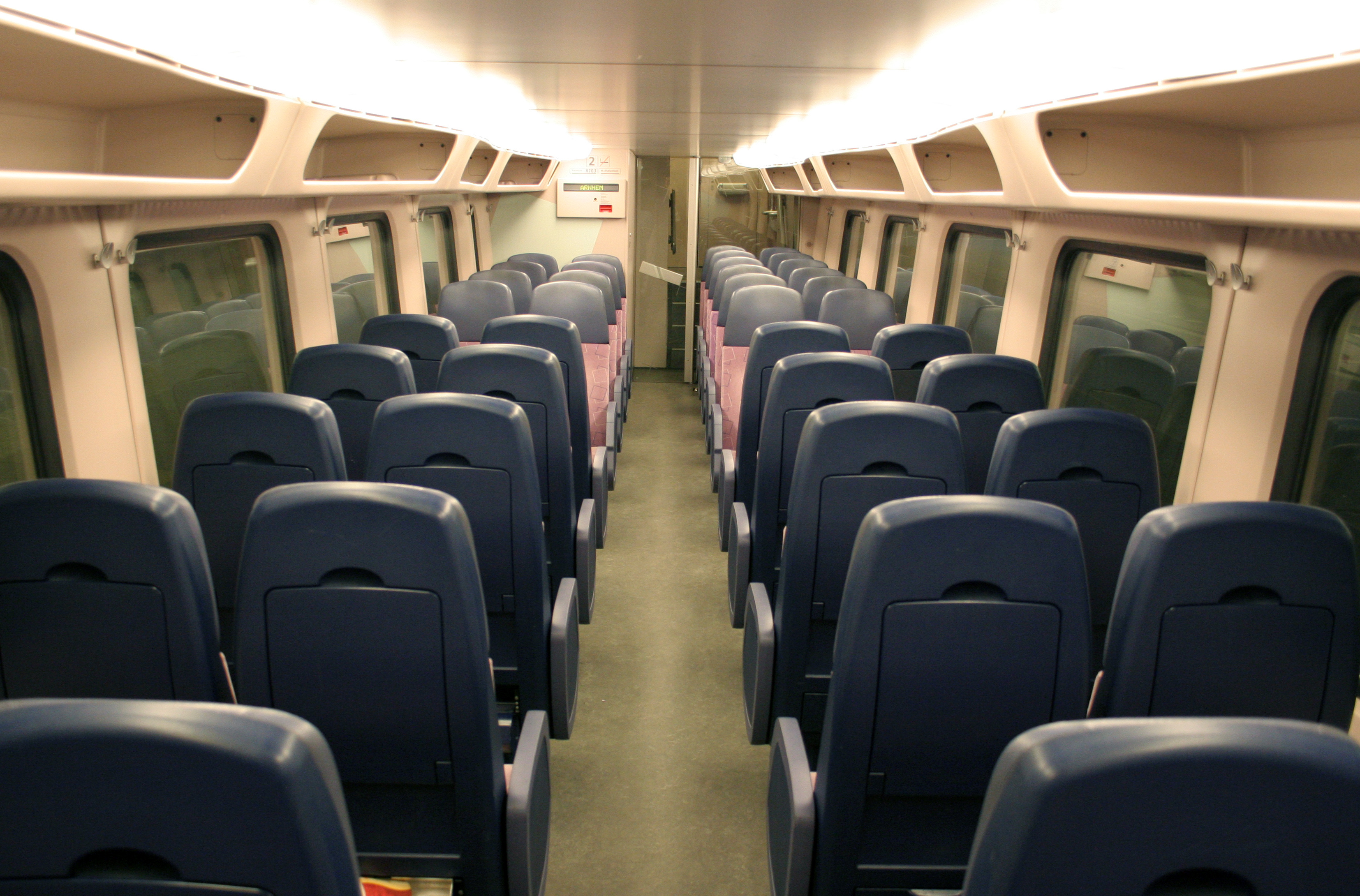
2. osztály (VIRM-2/-3)
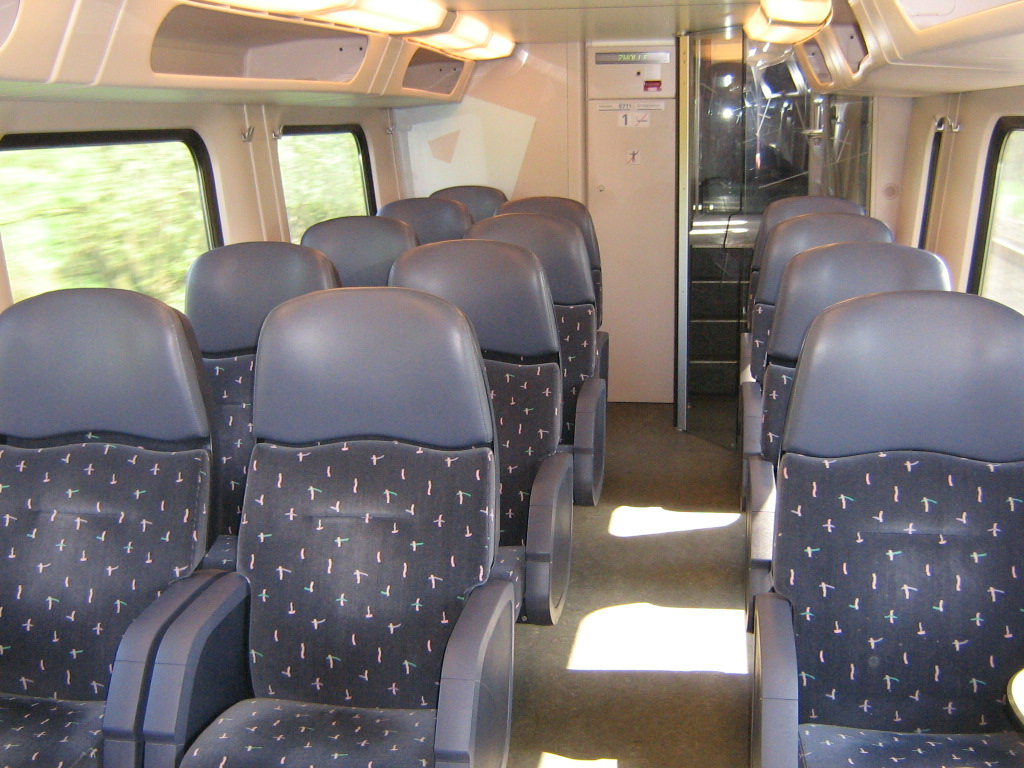
1. osztály (VIRM-2/-3)
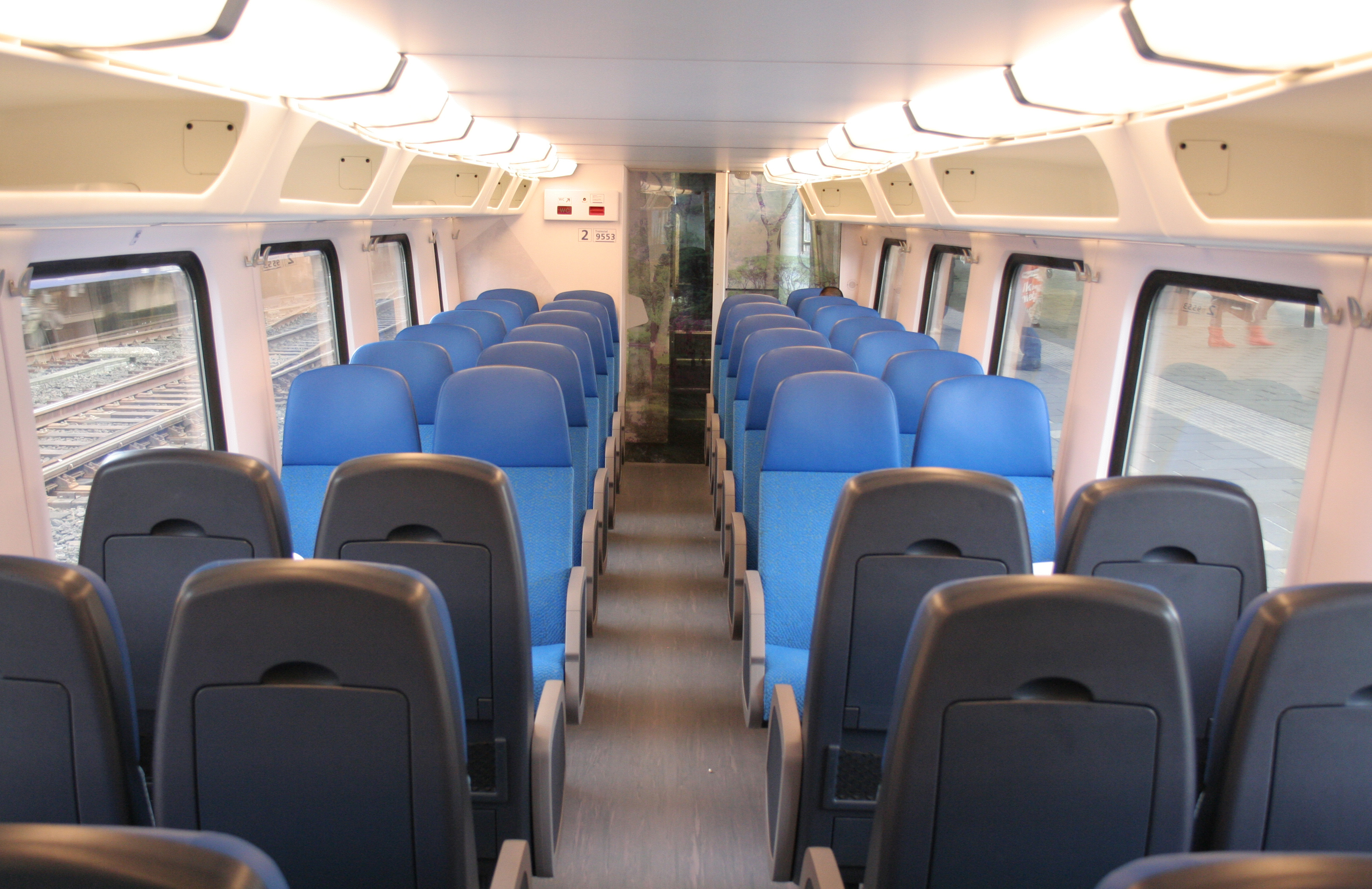
2. osztály (VIRM-4 9547-9597)

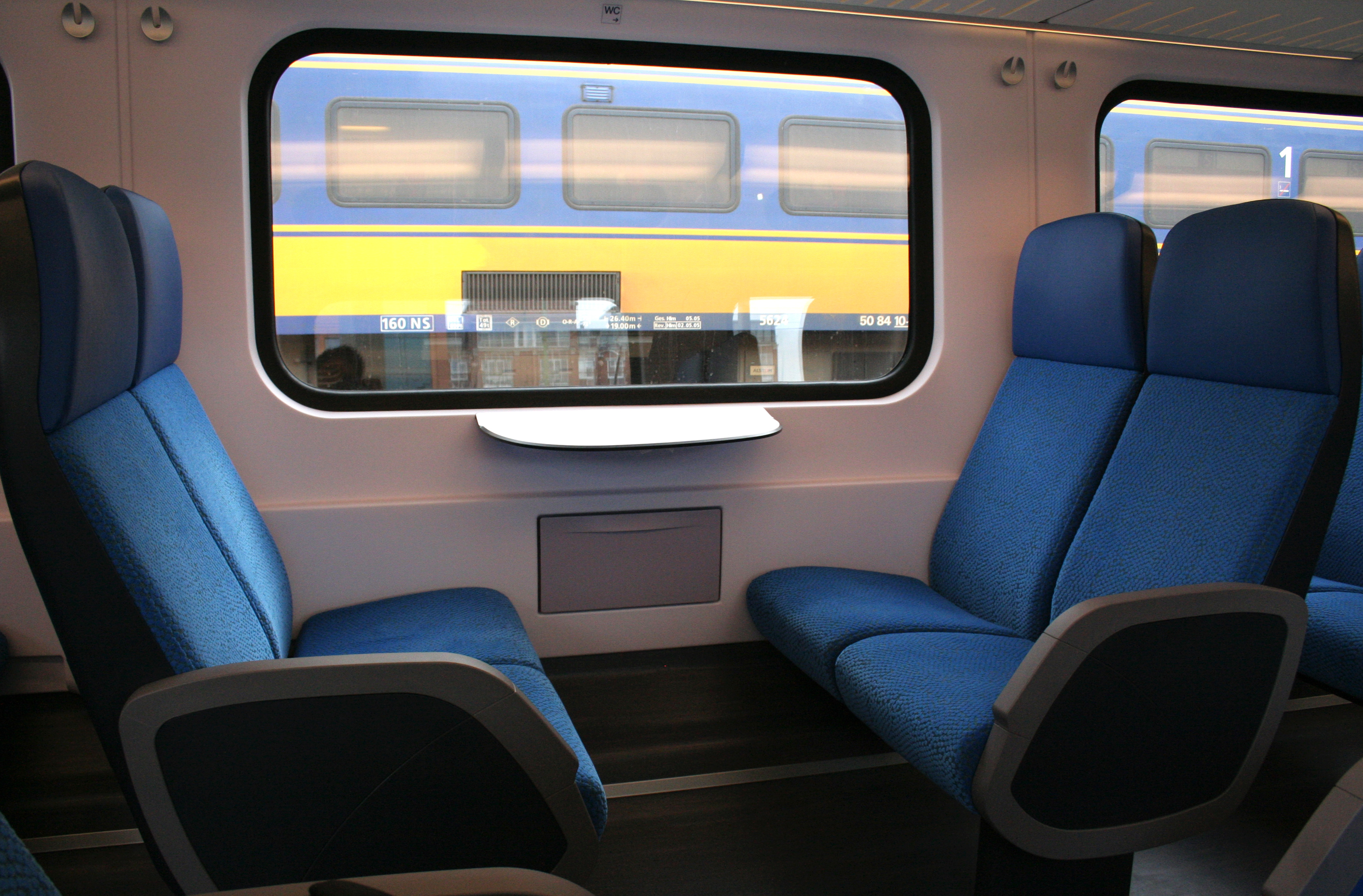
2. osztály (VIRM-4)
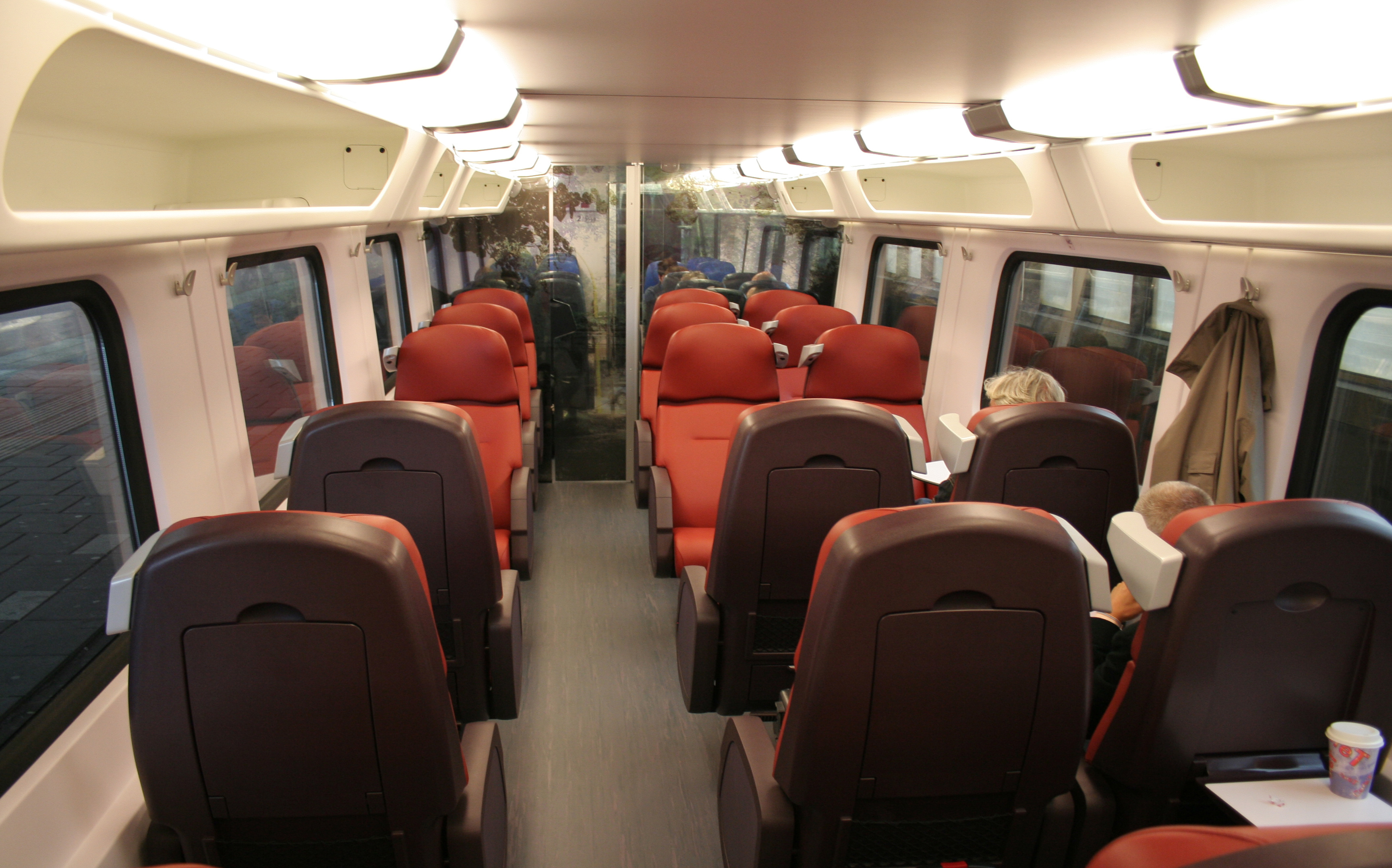
1. osztály
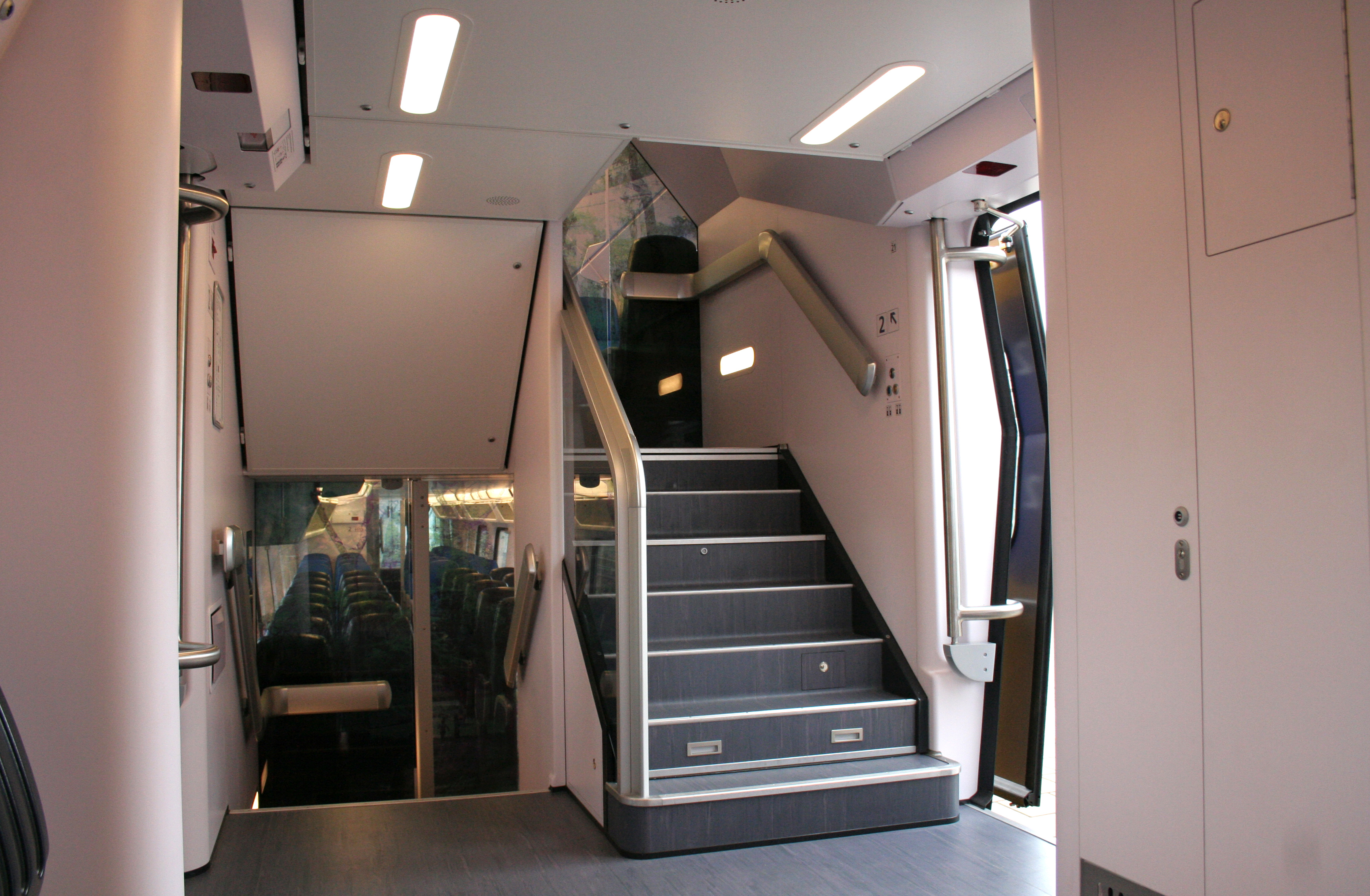
Feljáró a második szintre